# 自由模
在抽象代數中，一個環 {\displaystyle R} 上的自由模是帶有基底的模。

## 定義
一個自由 {\displaystyle R}-模 {\displaystyle M} 是 {\displaystyle R}-模範疇中的自由對象。具體言之，即存在一族元素 {\displaystyle \{m_{i}\}_{i\in I}}（可能有無限多個）使得：
- 任何 {\displaystyle m\in M} 都可表成它們的線性組合 {\displaystyle m=\sum _{i\in I}r_{i}m_{i}}，其中只有有限個 {\displaystyle r_{i}} 非零。
- 若 {\displaystyle \sum _{i\in I}r_{i}m_{i}=\sum _{i\in I}r_{i}'m_{i}}，則 {\displaystyle \forall i,\;r_{i}=r_{i}'}。

等價說法是：{\displaystyle M\simeq R^{I}}。此時 {\displaystyle \{m_{i}\}_{i\in I}} 稱作 {\displaystyle M} 的一組基底。

## 性質
- {\displaystyle M} 的秩可定義為 {\displaystyle I} 的基數，與基底選取無關。
- 自由模皆是射影模，也是平坦模。
- 若接受選擇公理，則任何除環上的模都是自由模，例如域上的向量空間。